# Pedra ornamental

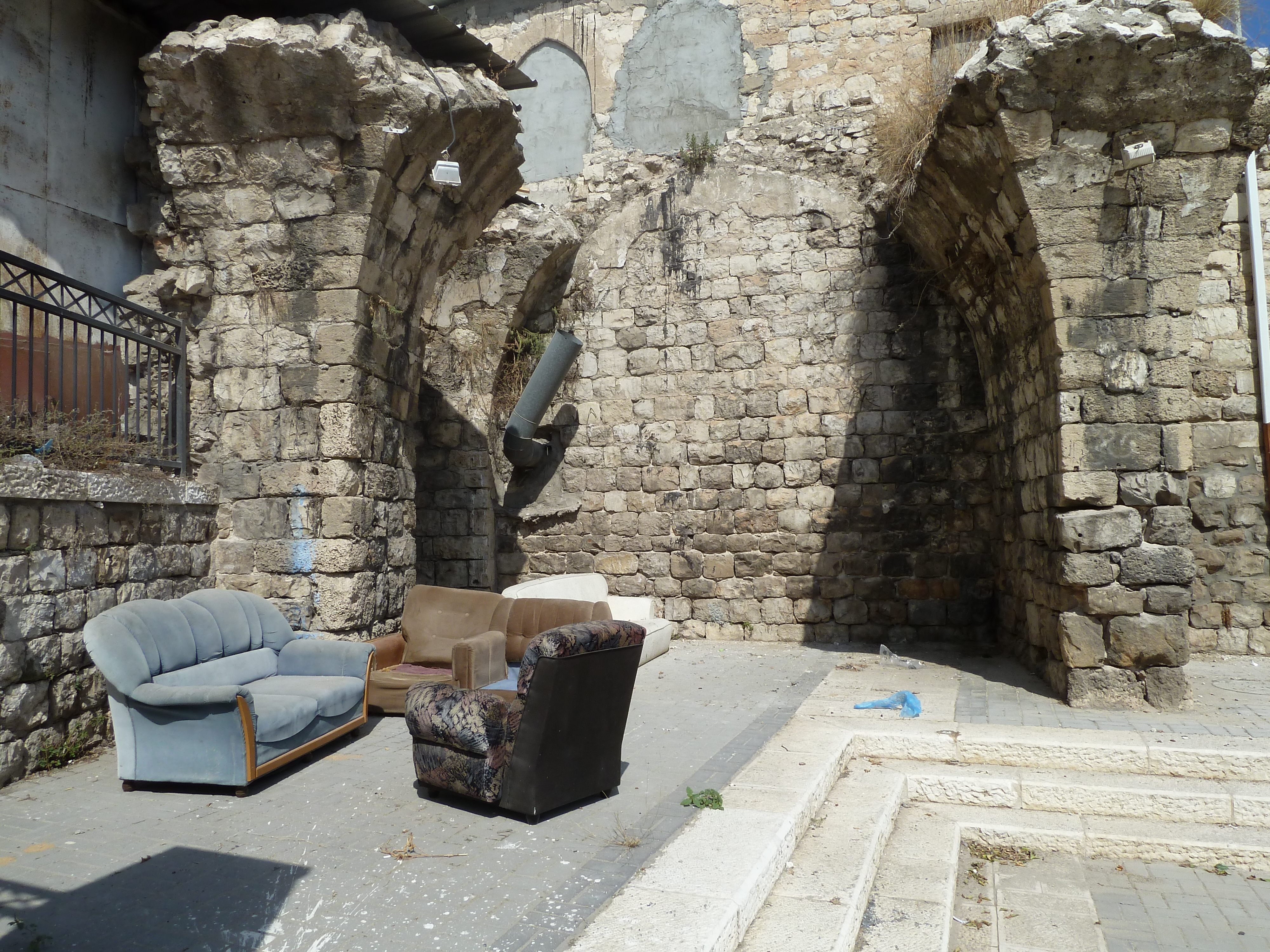
Pedra ornamental

Uma rocha ornamental é uma rocha utilizada decorativamente, por exemplo em escultura ou como material de construção. Difere de uma gema por não ser utilizada apenas em joalharia. No entanto, uma rocha ornamental pode ser também uma gema. Exemplos de rochas ornamentais incluem: alabastro, lápis-lazúli, mármore, granito entre muitas outras.
Uma gema é um mineral, rocha ou material petrificado que quando lapidado ou polido é coleccionável ou usável para adorno pessoal em joalheria. Algumas são orgânicas, como o âmbar (resina de árvore fossilizada) e o azeviche (uma forma de carvão). Certas gemas, embora valiosas e bonitas, não são suficientemente duras ou são demasiado frágeis para serem usadas em jóias (por exemplo, rodocrosita), mas são exibidas em museus e procuradas por coleccionadores.